# Xiuyan (köping)
Xiuyan (kinesiska: 岫岩, 岫岩镇) är en köping i Kina. Den ligger i provinsen Liaoning, i den nordöstra delen av landet, omkring 170 kilometer söder om provinshuvudstaden Shenyang.
Genomsnittlig årsnederbörd är 1 190 millimeter. Den regnigaste månaden är juli, med i genomsnitt 387 mm nederbörd, och den torraste är januari, med 8 mm nederbörd.